# Tịnh Trà
Tịnh Trà là một xã thuộc huyện Sơn Tịnh, tỉnh Quảng Ngãi, Việt Nam.
Xã Tịnh Trà có diện tích 21,49 km², dân số năm 1999 là 5051 người, mật độ dân số đạt 235 người/km².